# Llista de Creus de Sant Jordi/1998/Persones

#### Persones
Informació actualitzada per un bot. Els canvis manuals es perdran quan s'actualitzi!
| Persona                              | Wikidata  | Descripció                                                | Ocupació                                                                             | Imatge |
| ------------------------------------ | --------- | --------------------------------------------------------- | ------------------------------------------------------------------------------------ | ------ |
| Michael E. Porter                    | Q272146   | economista estatunidenc                                   | economista enginyer mecànic enginyer d'aviació professor d'universitat               |        |
| Joan Creus i Molist                  | Q642585   | jugador de bàsquet català                                 | jugador de bàsquet entrenador                                                        |        |
| Luis del Olmo Marote                 | Q712483   | periodista espanyol                                       | periodista                                                                           |        |
| Montserrat Abelló i Soler            | Q724083   | poetessa i traductora catalana                            | poeta escriptor traductor                                                            |        |
| Xavier Miserachs i Ribalta           | Q1338236  | fotògraf català                                           | fotògraf fotoperiodista                                                              |        |
| Peret                                | Q1388730  | músic gitano català                                       | cantant compositor actor guitarrista                                                 |        |
| Manuel Anglada i Ferran              | Q1891412  |                                                           | escriptor                                                                            |        |
| Francesc de Paula Burguera i Escrivà | Q2382539  | periodista espanyol                                       | periodista escriptor polític poeta dramaturg assagista empresari                     |        |
| Iñaki Gabilondo Pujol                | Q2503959  | periodista espanyol                                       | periodista locutor de ràdio presentador de televisió escriptor director de televisió |        |
| Forges                               | Q3242789  | humorista gràfic                                          | dibuixant de premsa autor de còmic caricaturista director de cinema                  |        |
| Gabriel Janer Manila                 | Q4894237  | escriptor mallorquí                                       | antropòleg escriptor                                                                 |        |
| Manuel Ausensi i Albalat             | Q6752428  | cantant espanyol                                          | cantant d'òpera                                                                      |        |
| Gregori Mir Mayol                    | Q8965058  |                                                           | historiador polític advocat                                                          |        |
| Joan Colomines i Puig                | Q9011887  | escriptor, metge i polític català                         | escriptor polític metge poeta                                                        |        |
| Joan Echevarria Puig                 | Q9015470  | empresari espanyol                                        | empresari                                                                            |        |
| Montserrat Gudiol Corominas          | Q9034903  | pintora catalana                                          | pintor                                                                               |        |
| Ramon Torrella i Cascante            | Q9066305  | arquebisbe català                                         | sacerdot catòlic bisbe catòlic                                                       |        |
| Víctor Moro Rodríguez                | Q10986161 | economista espanyol                                       | economista polític empresari                                                         |        |
| Gerard Claret i Serra                | Q11018280 | violinista andorrà                                        | violinista                                                                           |        |
| Maria Girona Benet                   | Q11690955 | artista pintora i gravadora, cofundadora de l'escola Eina | pintor gravador exlibrista art and drawing teacher                                   |        |
| Mary Ann Newman                      | Q11691375 |                                                           | lingüista traductor professor                                                        |        |
| Andreu Ribera i Rovira               | Q11905529 | advocat, industrial i polític català s. XX                | empresari jurista polític advocat                                                    |        |
| Anton Sala-Cornadó                   | Q11905773 | poeta i promotor cultural català (1929-2011)              | poeta escriptor activista cultural                                                   |        |
| Aurora Díaz-Plaja i Contestí         | Q11907293 | escriptora, traductora i bibliotecària catalana           | bibliotecari escriptor traductor escriptor de literatura infantil                    |        |
| Esteve Polls i Condom                | Q11921006 | actor i director de teatre català                         | director de teatre actor                                                             |        |
| Francesc Miñana i Armadàs            | Q11922791 | pedagog espanyol                                          | pedagog                                                                              |        |
| Giuseppe Edoardo Sansone             | Q11924295 |                                                           | romanista professor d'universitat poeta                                              |        |
| Joan Llorens i Carrió                | Q11927789 | empresari espanyol                                        | empresari enginyer industrial                                                        |        |
| Joseph Gulsoy                        | Q11929018 | Linguista                                                 | lingüista                                                                            |        |
| Mercè Diogène Guilera                | Q11936551 |                                                           | pintor tapisser                                                                      |        |
| Narcís Bonet i Armengol              | Q11938387 | compositor català                                         | compositor                                                                           |        |
| Pascual Iranzo i Oliete              | Q11940415 | perruquer català                                          | perruquer empresari escriptor                                                        |        |
| Josep-Delfí Guàrdia i Canela         | Q14917798 |                                                           | jurista advocat magistrat professor d'universitat                                    |        |
| Heinrich Bihler                      | Q16177761 |                                                           | filòleg professor d'universitat romanista                                            |        |
| Francesc Cabana                      | Q16181931 | advocat i historiador econòmic català                     | advocat historiador escriptor economista banquer                                     |        |
| Joaquim Mallafrè i Gavaldà           | Q16943214 | Catedràtic i traductor català                             | lingüista traductor escriptor                                                        |        |
| Alexandre Masoliver i Masoliver      | Q17033521 | monjo català                                              | historiador de l'Església                                                            |        |
| Josep Ventosa i Palanca              | Q17037075 |                                                           | jurista advocat                                                                      |        |
| Antoni Pelegrí i Partegàs            | Q19289801 |                                                           | jurista advocat                                                                      |        |
| Carles de Montoliu i Carrasco        | Q19290070 |                                                           | empresari activista cultural                                                         |        |
| Joan Lluís i Pallarès                | Q19299897 | folklorista català                                        | etnòleg escriptor folklorista                                                        |        |
| Josep Maria Freixes i Cavallé        | Q19300480 | empresari català                                          | empresari                                                                            |        |